# District de Mazabuka
Le district de Mazabuka est un district de Zambie, situé dans la Province Méridionale. Sa capitale se situe à Mazabuka. Selon le recensement zambien de 2000, le district a une population de 203 219 personnes.